# 大切な人 (サーターアンダギーの曲)
「大切な人」（たいせつなひと）は、サーターアンダギーの3枚目のシングル。2010年12月8日に発売された。

## 解説
- 前作「沖縄に行きませんか」から約7か月ぶりのシングル。デビューシングル「ヤンバルクイナが飛んだ」と同様、1種形態での発売。
- 『クイズ!ヘキサゴンII』発の20枚目のシングルで[1]、これ以降の番組発シングルはすべてサーターアンダギーのものである。
- 前2作のような沖縄色の強い曲調や歌詞ではなく、冬を意識したラブソングとなっている（ただし歌詞の中に「沖縄」という単語が一回出てくる）。クリスマスに向けたキャンペーンやイベントが行われた[2]。
- 作曲・編曲の平義隆・内田敏夫はともにバンドThe LOVEのメンバー。バックトラックの演奏にThe LOVEのベーシストである中村勝男も参加している。平はこれ以降多くのシングルやアルバム収録曲を手がけるようになった。
- ミュージックビデオ（振り付け映像で無いもの）は発表されていない。
- カップリングの「道」曲冒頭のセリフは松岡卓弥によるもの。3人全員の録音が行われた上で松岡のものが採用された。
- 『ヘキサゴンII』放送期間中に発売された5枚のシングルの中で、売上枚数が最も低い[3]。

## 収録曲

### CD
1. 大切な人
作詞：カシアス島田、作曲：平義隆、編曲：内田敏夫
2. 道
作詞：カシアス島田、作曲：リョータ、編曲：内田敏夫
3. 大切な人 （カラオケ）
4. 道 （カラオケ）

### DVD
1. 「大切な人」 振り付け映像（マルチアングル）
2. スペシャルアニメ「サーターアンダギー星のすてきな仲間たち」

## 初回特典
- トレーディングカード1枚（全10種）
- リリース記念イベント握手会参加券
- クリスマスコメント映像ダウンロード用QRコード